# Кабесон, Хавьер Муньос
Хавьер Муньос Кабесон (исп. Javier Muñoz Cabezon; род. 24 мая 1992, Мадрид) — испанский гандболист, правый крайний испанского клуба Сьюдад де Логроньо.

## Карьера

### Клубная
Хавьер Муньос Кабесон начал свою профессиональную карьеру в 2012 году, в клубе Натурхоусе Ла Риоха. дважды был серебряным призёром чемпионата Испании в составе Натурхоусе Ла Риоха. По итогам чемпионата Испании, сезона 2015/16 Хавьер Муньос Кабесон стал вторым бомбардиром чемпионата, забросив 182 гола.

## Достижения

### Командные
- Серебряный призёр чемпионата Испании: 2014, 2015, 2016

## Статистика
| Сезон          | Клуб                | Лига        | Матчи | Голы | 7-метр | Голы |
| -------------- | ------------------- | ----------- | ----- | ---- | ------ | ---- |
| 2013/14        | Натурхоусе Ла Риоха | LIGA ASOBAL | 14    | 19   | 2      | 17   |
| 2014/15        | Натурхоусе Ла Риоха | LIGA ASOBAL | 21    | 68   | 24     | 44   |
| 2015/16        | Натурхоусе Ла Риоха | LIGA ASOBAL | 24    | 182  | 55     | 127  |
| 2013 — по н.в. | Итого               | LIGA ASOBAL | 59    | 269  | 81     | 188  |